# 晋卿島
晋卿島（しんけいとう、ベトナム語：Đảo Duy Mộng / 島唯夢）は、クレスセント諸島（英語: Crescent Group、中国語: 永楽環礁）の南東部に位置する島である。琛航島から1.5海里離れている。
島に燐、石灰がある。島は楕円形である。北東から西南まで距離は約700メートル、幅は約300メートル。面積は約0.21平方キロメートル。中国語の晋卿島という島名は、中国明朝の鄭和の航海時、シュリーヴィジャヤ王国宣慰使を務めた施晋卿を記念して付けられた。
晋卿島は中華人民共和国に実効支配され、海南省三沙市に属する。中華民国（台湾）とベトナムも晋卿島の主権を主張している。